# Гренада на летних Олимпийских играх 2008
Гренада приняла участие в летних Олимпийских играх 2008 в Пекине, отправив одного спортсмена в соревнованиях по боксу. По итогам игр Гренада не завоевала ни одной олимпийской медали.

## Бокс
| Спортсмен    | Дисциплина | 1/16                  | 1/8                | Четвертьфинал      | Полуфинал          | Финал              |           |
| Спортсмен    | Дисциплина | Соперник Результат    | Соперник Результат | Соперник Результат | Соперник Результат | Соперник Результат |           |
| ------------ | ---------- | --------------------- | ------------------ | ------------------ | ------------------ | ------------------ | --------- |
| Роланд Мосес | До 69 кг   | Торено Джонсон П 3-18 | не прошёл          | не прошёл          | не прошёл          | не прошёл          | не прошёл |